# Campeonato Português de Hóquei em Patins de 1980–81
O Campeonato Português de Hóquei de Patins de 1980-81 foi a 41.ª edição do principal escalão da modalidade em Portugal.
O SL Benfica voltou a ser campeão nacional pela 15.ª vez na história, sendo este o tricampeonato dos benfiquistas.

## Equipas Participantes
| Zona Norte             | Zona Norte             |                    | Zona Sul      | Zona Sul |
| Equipa                 | Localidade             | Equipa             | Localidade    |          |
| ---------------------- | ---------------------- | ------------------ | ------------- | -------- |
| FC Porto               | Porto                  | SL Benfica         | Lisboa        |          |
| UD Oliveirense         | Oliveira de Azeméis    | Sporting CP        | Lisboa        |          |
| AD Sanjoanense         | São João da Madeira    | GD Sesimbra        | Sesimbra      |          |
| AD Valongo             | Valongo                | Belenenses         | Lisboa        |          |
| GD Relógios da Invicta | Porto                  | GDS Cascais        | Cascais       |          |
| Infante de Sagres      | Porto                  | Alenquer e Benfica | Alenquer      |          |
| Juventude de Viana     | Viana do Castelo       | AD Oeiras          | Oeiras        |          |
| Académica de Espinho   | Espinho                | Parede FC          | Parede        |          |
| Famalicense AC         | Vila Nova de Famalicão | Física             | Torres Vedras |          |
| HC Paço de Rei         | Vila Nova de Gaia      | Quimigal           | Barreiro      |          |

## Classificação

### 1.ª Fase

#### Zona Norte
| Pos | Equipa                 | J  | V  | E | D  | GM  | GS  | Diff | Pts | Qualificação/Despromoção |
| --- | ---------------------- | -- | -- | - | -- | --- | --- | ---- | --- | ------------------------ |
| 1   | FC Porto               | 18 | 14 | 3 | 1  | 112 | 52  | +60  | 49  | Apuramento do Campeão    |
| 2   | AD Valongo             | 18 | 14 | 1 | 3  | 100 | 41  | +59  | 47  | Apuramento do Campeão    |
| 3   | Juventude de Viana     | 18 | 10 | 2 | 6  | 55  | 41  | +14  | 40  | Apuramento do Campeão    |
| 4   | AD Sanjoanense         | 18 | 10 | 1 | 7  | 65  | 51  | +14  | 39  | Apuramento do Campeão    |
| 5   | UD Oliveirense         | 18 | 8  | 4 | 6  | 67  | 50  | +17  | 38  |                          |
| 6   | GD Relógios da Invicta | 18 | 8  | 2 | 8  | 71  | 59  | +12  | 36  |                          |
| 7   | Infante de Sagres      | 18 | 7  | 3 | 8  | 51  | 63  | -12  | 35  |                          |
| 8   | Famalicense AC         | 18 | 3  | 3 | 12 | 47  | 91  | -44  | 27  |                          |
| 9   | HC Paço de Rei         | 18 | 2  | 3 | 13 | 36  | 83  | -47  | 25  | II Divisão               |
| 10  | Académica de Espinho   | 18 | 2  | 2 | 14 | 50  | 123 | -73  | 24  | II Divisão               |

#### Zona Sul
| Pos | Equipa             | J  | V  | E | D  | GM | GS  | Diff | Pts | Qualificação/Despromoção |
| --- | ------------------ | -- | -- | - | -- | -- | --- | ---- | --- | ------------------------ |
| 1   | Sporting CP        | 18 | 13 | 4 | 1  | 94 | 38  | +56  | 48  | Apuramento do Campeão    |
| 2   | SL Benfica         | 18 | 12 | 4 | 2  | 88 | 47  | +41  | 46  | Apuramento do Campeão    |
| 3   | GD Sesimbra        | 18 | 10 | 5 | 3  | 85 | 67  | +18  | 43  | Apuramento do Campeão    |
| 4   | Belenenses         | 18 | 11 | 2 | 5  | 98 | 59  | +39  | 42  | Apuramento do Campeão    |
| 5   | Alenquer e Benfica | 18 | 5  | 5 | 8  | 59 | 63  | -4   | 33  |                          |
| 6   | AD Oeiras          | 18 | 6  | 2 | 10 | 73 | 67  | +6   | 32  |                          |
| 7   | GDS Cascais        | 18 | 5  | 3 | 10 | 46 | 81  | -35  | 31  |                          |
| 8   | Física             | 18 | 4  | 4 | 10 | 62 | 84  | -22  | 30  |                          |
| 9   | Parede FC          | 18 | 4  | 2 | 12 | 47 | 83  | -36  | 28  | II Divisão               |
| 10  | Quimigal           | 18 | 4  | 1 | 13 | 42 | 105 | -63  | 27  | II Divisão               |

### 2.ª Fase

#### Apuramento do Campeão
| Pos | Equipa             | J  | V  | E | D  | GM | GS | Diff | Pts | Qualificação/Despromoção     |
| --- | ------------------ | -- | -- | - | -- | -- | -- | ---- | --- | ---------------------------- |
| 1   | SL Benfica         | 14 | 12 | 1 | 1  | 70 | 26 | +44  | 39  | Taça dos Campeões Europeus   |
| 2   | Sporting CP        | 14 | 8  | 2 | 4  | 71 | 46 | +25  | 32  | Taça dos Vencedores de Taças |
| 3   | AD Valongo         | 14 | 6  | 4 | 4  | 55 | 55 | 0    | 30  | Taça CERS                    |
| 4   | GD Sesimbra        | 14 | 7  | 2 | 5  | 62 | 58 | +4   | 30  | Taça CERS                    |
| 5   | FC Porto           | 14 | 5  | 4 | 5  | 51 | 45 | +6   | 28  | Taça dos Vencedores de Taças |
| 6   | Belenenses         | 14 | 6  | 0 | 8  | 60 | 72 | -12  | 26  | Taça CERS                    |
| 7   | AD Sanjoanense     | 14 | 3  | 1 | 10 | 37 | 63 | -26  | 19  |                              |
| 8   | Juventude de Viana | 14 | 2  | 0 | 12 | 34 | 75 | -41  | 18  |                              |

Fonte:
| Campeão Nacional 1980/1981 |
| -------------------------- |
|                            |
| Benfica 15.° Título        |